# Михримах-султан
Михрима́х-султа́н (осман. مهر ماه سلطان‎; 1522, Стамбул — 25 января 1578, там же) — дочь османского султана Сулеймана I и его законной жены Хюррем-султан.

## Имя
Имя «Михримах» происходит от названия седьмого месяца иранского солнечного календаря — mihrimah (перс. مهرماه‎). В буквальном переводе с персидского может означать «солнце и луна». В источниках и документах османской империи наиболее распространены варианты прочтения имени дочери Сулеймана I Михрмах и Михримах, однако более верным вариантом является Михрюмах; традиционно в художественной литературе используется самый популярный вариант — Михримах.

## Биография

### Происхождение
Михримах родилась приблизительно в 1522 году в Стамбуле, в султанском дворце Топкапы, и была единственной дочерью и вторым ребёнком из шестерых детей османского султана Сулеймана I и его влиятельной фаворитки Хюррем-султан — рабыни, происходившей, предположительно, из славянских земель и в 1534 году ставшей законной женой султана.
У Михримах было четверо полнородных братьев и один единокровный брат, достигшие зрелости. Михримах была любимой и, согласно популярной версии, единственной дочерью султана, пережившей младенчество. Вместе с тем, Энтони Алдерсон пишет о том, что у Сулеймана I было ещё две дочери, одна из которых достигла зрелости и даже была выдана замуж, а другая скончалась за год до рождения Михримах; Чагатай Улучай же называет дочерью Сулеймана I Разие-султан, о которой нет никакой информации, кроме надписи на могиле в мавзолее молочного брата султана Яхьи-эфенди.
Михримах воспитывалась и получала образование под чутким руководством её знаменитой матери. По сообщениям современников, Михримах была хорошо воспитана, красиво говорила и имела хороший почерк и красивый стиль письма. Кроме того, Михримах была чрезвычайно набожной.

### Брак
Во второй половине правления султана Сулеймана I его фаворитом стал Рустем-паша, босняк, хорват, серб или албанец по происхождению. Султан часто спрашивал совета Рустема, что не могло не настроить на вражду другого фаворита Сулеймана — великого визиря Паргалы Ибрагима-пашу. Опасаясь потери влияния, великий визирь назначил Рустема, до этого занимавшего гораздо менее значимый пост мирахура, на должность губернатора в отдалённой провинции Диярбакыр. Примерно в это же время, по слухам, Хюррем-султан узнала о том, что Рустем выражает желание жениться на Михримах, и поддержала его. Сулейман согласился на брак Рустема и его любимой дочери, для чего также собирался назвать Рустема своим визирем. Однако вскоре поползли слухи, распространяемые вероятно врагами Рустема, о том, что он болен проказой. Сулейман был огорчён случившимся, однако для проверки отправил к будущему зятю врача, который определил, что Рустем здоров: на одежде обследуемого была обнаружена вошь, что исключило вероятность болезни. В июле 1538 года скончался бейлербей Анатолии Мустафа-паша и его должность получил Рустем.
26 ноября 1539 года на Ипподромной площади начались празднования по случаю обрезания младших братьев Михримах — шехзаде Баязида и Джихангира; затем, в ходе празднований, 4 декабря, был заключён брак между Рустемом и Михримах. После свадьбы супруги остались в Стамбуле, где вместе с Хюррем-султан образовали узкий круг влияния на султана.
В мае 1541 года в результате снятия с поста другого зятя султана, Лютфи-паши (супруга Шах-султан), супруг Михримах стал вторым визирем; в 1544 году Рустем-паша получил должность великого визиря. В том же 1544 году Михримах вместе с матерью и мужем посетила Бурсу, где собрались братья Михримах, постоянно проживавшие в своих санджаках; встреча продлилась сорок дней.
Неизвестно, насколько Михримах была привязана к супругу, однако после смерти Рустема в 1561 году она больше замуж не выходила. Она переехала в султанский дворец, где оставалась до смерти брата Селима II.

### Политическое влияние
Хотя нет никаких доказательств причастности Михримах или её матери к падению её старшего единокровного брата Мустафы, многие источники, как османские, так и зарубежные, считали, что таким образом они расчищали путь к власти одному из сыновей Хюррем — Селиму или Баязиду; приход к власти Мустафы был невыгоден никому из них: Рустем лишился бы должности и, возможно, головы, Хюррем потеряла бы статус и всех своих сыновей, а Михримах — мужа, братьев и влияние. Как бы то ни было, янычары после казни Мустафы в 1553 году требовали казни Рустема, но жизнь ему спасла Михримах, уговорившая мать повлиять на решение Сулеймана. Рустем был снят с поста великого визиря, но сохранил жизнь.
Коалицию «Хюррем-Михримах-Рустем» считали причастной и к казни великого визиря Кара Ахмеда-паши, который также был зятем султана — мужем его сестры Фатьмы. Кара Ахмед пришёл к власти в 1553 году, сразу после казни шехзаде Мустафы, когда Рустем-паша был снят с должности. Кара Ахмед пробыл на посту чуть менее двух лет, после чего, по слухам, был обвинён Рустемом во взяточничестве и казнён. Смерть Кара Ахмеда-паши вернула должность великого визиря Рустему-паше.
Хюррем-султан умерла в 1558 году. После смерти матери влияние Михримах во дворце возросло; она также стала главной советницей отца и сообщала ему новости во время отсутствия Сулеймана I в столице. Михримах, так же как и её мать, вместе с мужем поддерживала в качестве престолонаследника шехзаде Баязида. Однако незадолго до смерти мужа и падения Баязида в 1561 году Михримах, разочарованная его равнодушием, переметнулась к шехзаде Селиму, который по восшествии на престол даровал сестре 50 тысяч золотом на неотложные нужды. После смерти отца Михримах стала самой влиятельной и уважаемой женщиной в гареме сначала брата Селима II, а затем и племянника Мурада III. Именно Михримах подарила племяннику наложницу Сафие, на долгие годы ставшую любимицей Мурада.
Известно, что Михримах, как и её мать, интересовалась зарубежной политикой; так, она вела переписку с польским королём Сигизмундом II Августом.

### Последние годы
После смерти брата Селима II в 1574 году Михримах перебралась в Старый дворец, где получала довольно большое жалование от племянника-султана. По сообщению немецкого путешественника Стефана Герлаха, пребывавшего в этих краях в 1578 году, Михримах умерла 25 января 1578 года.
По распоряжению султана Мурада III, Михримах была похоронена в тюрбе отца в мечети Сулеймание, что подчеркнуло её особый статус единственной и горячо любимой дочери султана. До конца XVII века могилы Михримах и султана Сулеймана I были единственными захоронениями в тюрбе.

### Дети
Достоверно неизвестно, сколько всего детей было у Михримах и Рустема. Известно, что их дочерью была Айше Хюмашах Ханым-султан — одна из двух любимых внучек султана Сулеймана I (второй была единственная дочь шехзаде Мехмеда — Хюмашах Ханым-султан). Айше Хюмашах была несколько раз замужем и в первом браке родила четверых сыновей и двух дочерей; её потомком и по женской, и по мужской линиям был великий визирь Султанзаде Мехмед-паша. Мустафа Качар, автор статьи о Михримах в «Исламской энциклопедии», называет дочерьми Михримах Айше и Хюмашах; вероятно, это имена одной дочери Михримах — Айше Хюмашах.
Сюрейя Мехмед-бей указывает на то, что у Михримах был по меньшей мере один сын, однако имени его не называет. Энтони Алдерсон и Мустафа Качар называют сыном Михримах Османа; Алдерсон указывает датой смерти Османа 1576 год. Сюрейя также указывает датой смерти Османа 1576 год, однако считает его сыном не Михримах, а другой женщины — вероятно, первой жены Рустема-паши. Сюрейя указывает на тот факт, что хотя Осман был похоронен в одной из мечетей Михримах-султан, он не носил титул султанзаде, традиционно дававшийся потомкам султанов мужского пола по женской линии.

## Благотворительность
Имя Михримах носят две мечети в Стамбуле: одна была построена по приказу султана Сулеймана I в Ускюдаре, другая — по распоряжению самой Михримах в Эдирнекапы. Комплекс мечети Михримах-султан в Ускюдаре (другое название Искеле-джами) был построен по проекту Синана в 1547 году; в комплекс вошли собственно пятикупольная мечеть с двумя минаретами, а также фонтан, медресе, мектеб (начальная школа) и караван-сарай. В комплекс Михримах-султан в Эдирнекапы, построенный также Синаном в 1566 году, вошли однокупольная мечеть с минаретом, фонтан, медресе, мектеб, тюрбе и парный хаммам, обеспечивавший работу комплекса. Также к мечети в Эдирнекапы был проведён водопровод на средства Михримах. Кроме того, при мечетях Михримах действовал имарет (благотворительная кухня), а самой султанше принадлежали несколько благотворительных вакфов.
Существует легенда, связанная с мечетями Михримах: якобы известный архитeктор Синан был тайно влюблён в Михримах, несмотря на то, что он был женат и разница в возрасте была огромна (Синану на тот момент было 50, а Михримах — 17). Согласно легенде, по задумке Синана мечети были построены так, что 21 марта — якобы в день рождения Михримах, имя которой означает «солнце и луна», — в тот самый момент, когда солнце скрывается за одной мечетью её имени в Эдирнекапы, луна появляется из-за мечети её имени в Ускюдаре.

## Киновоплощения
- В турецком историко-драматическом телесериале «Хюррем-султан» роль Михримах исполнила Озлем Чынар[38].
- В турецком историко-драматическом телесериале «Великолепный век» роль взрослой Михримах исполнила Пелин Карахан[39].